# Mord w Czarnym Lesie
Mord w Czarnym Lesie – egzekucja ok. 250 przedstawicieli polskiej inteligencji ze Stanisławowa (głównie nauczycieli), dokonana przez Gestapo na rozkaz SS-Hauptsturmführera Hansa Krügera, w nocy z 14 na 15 sierpnia 1941 roku w Czarnym Lesie w pobliżu Stanisławowa.

## Tło wydarzeń

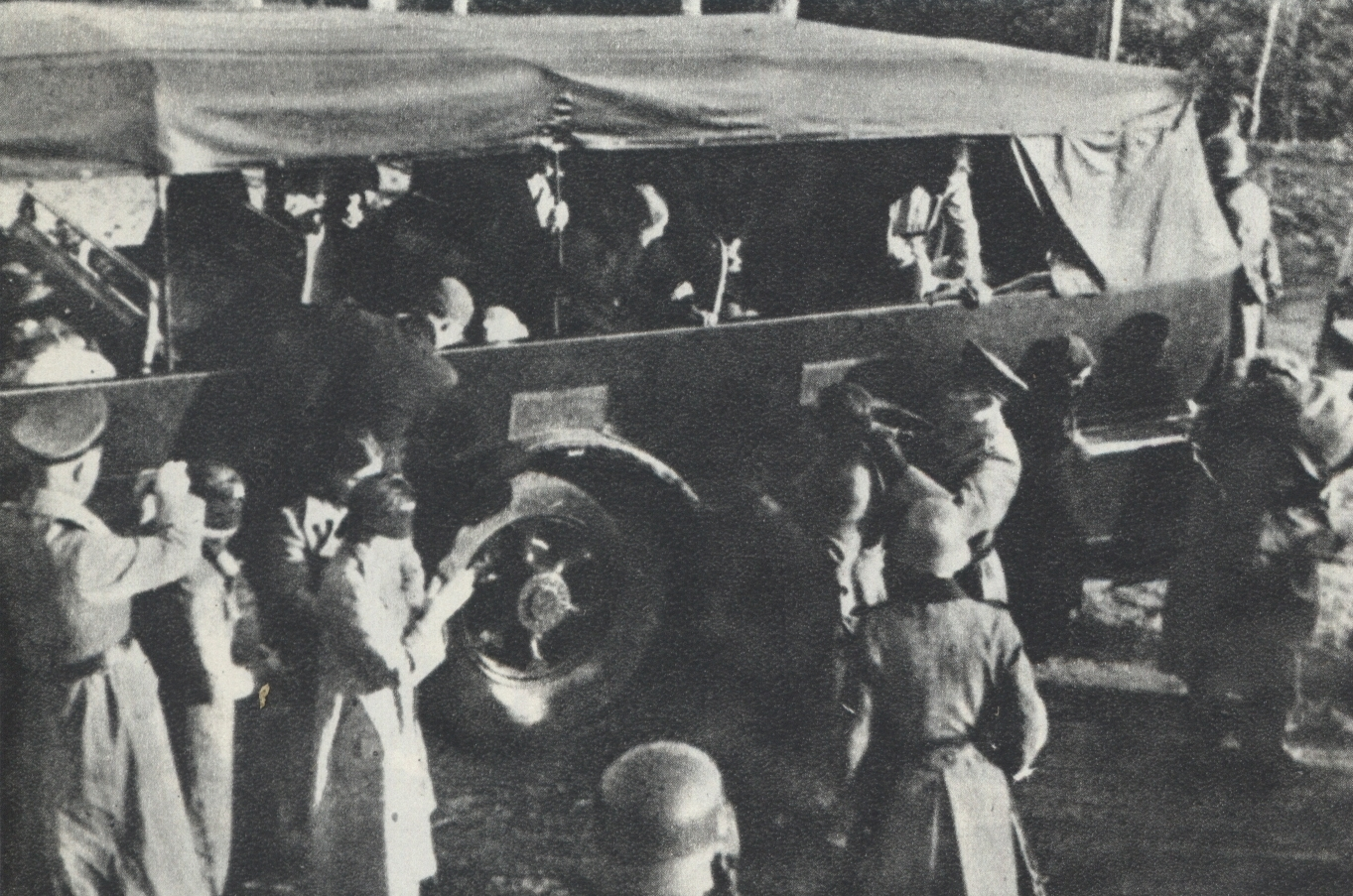
Zakładnicy w Palmirach przygotowywani do egzekucji

1 września 1939 roku III Rzesza dokonała agresji na Polskę, której głównymi celami była likwidacja niepodległego bytu państwa polskiego oraz biologiczne wyniszczenie polskiego narodu, uznanego przez pseudonaukowe kryteria nazistowskiej polityki rasowej za „małowartościowy”. W tym celu Polacy mieli zostać pozbawieni intelektualnych elit i tzw. warstw przywódczych, wchodzących w skład kierownictwa państwowego i narodowego.
Na jesieni 1939 roku, po zakończonych działaniach zbrojnych w kampanii wrześniowej, różne formacje niemieckie przystąpiły do realizacji tzw. „Akcji Inteligencja” (niem. Intelligenzaktion), trwającej z przerwami do 1943 roku, wymierzoną w polską elitę intelektualną. Akcja ta przebiegała z różnym nasileniem w poszczególnych rejonach okupowanej Polski. Najwięcej zbrodni popełniono na Pomorzu (Intelligenzaktion na Pomorzu, ok. 30 tys. ofiar śmiertelnych), Wielkopolsce (Intelligenzaktion Posen, ok. 2 tys. ofiar), Mazowszu (Intelligenzaktion Masowien, ok. 6,7 tys. ofiar), Śląsku (Intelligenzaktion Schlesien, ok. 2 tys. ofiar), Łodzi (Intelligenzaktion Litzmannstadt, ok. 1,5 tys. ofiar), a także w tzw. akcjach specjalnych, z których największe to Akcja AB (Außerordentliche Befriedungsaktion, ok. 3,5 tys. ofiar), Sonderaktion Krakau i Zweite Sonderaktion Krakau (ok. 187 ofiar, uczonych i pracowników naukowych z Uniwersytetu Jagiellońskiego), oraz wymordowanie profesorów ze Lwowa.

### Stanisławów podczas okupacji sowieckiej i niemieckiej
Po agresji sowieckiej na Polskę, zaraz po zajęciu Stanisławowa, rozpoczęły się w regionie represje wobec polskiej ludności. Sowieci dali przyzwolenie Ukraińcom na prześladowanie Polaków. Przez 3 dni tzw. komitety rewolucyjne aresztowały polskich działaczy, którzy byli kierowani do więzień. Tam byli bici, głodzeni, zdarzały się przypadki zabójstw bez wyroków sądów. Naprędce zorganizowana milicja ukraińska rozbrajała i mordowała policjantów i żołnierzy polskich. NKWD po zorganizowaniu swojej komórki w Stanisławowie przeprowadziła aresztowania polskich oficerów, działaczy partii politycznych, sędziów, prokuratorów. Duża z nich część zginęła w Katyniu. W latach 1940–1941 część polskich mieszkańców została wywieziona na Syberię.
Po ataku Niemiec na ZSRR w 1941 roku, NKWD wymordowała polskich i ukraińskich więźniów, w więzieniu przy ul. Bilińskiego. Ciała ofiar tej masakry zostały prawdopodobnie przewiezione i ukryte w pobliżu miasta. Stanisławów początkowo został zajęty przez wojska węgierskie, które przyjaźnie odnosiły się do polskiej ludności. Ponownie powstała ukraińska milicja, która tym razem rozpoczęła rozprawę z Ukraińcami, współpracującymi z władzą sowiecką.
Po zorganizowaniu się władzy niemieckiej, przystąpiła ona do niszczenia populacji żydowskiej. Z dniem 1 sierpnia 1941 (zorganizowanie dystryktu Galicja) zarząd nad miastem przeszedł z rąk węgierskich do niemieckich. 4 sierpnia 1941 gestapo wezwało do swojej siedziby inteligentów żydowskich. Stawiło się ich ok. tysiąca, wszyscy zostali przewiezieni do lasu koło Uhrynowa i zamordowani. W następnych miesiącach Gestapo z pomocą policji ukraińskiej (Ukrainische
Hilfspolizei) dokonywało w kilku etapach masowych egzekucji Żydów. Część z nich została wywieziona do obozów koncentracyjnych. Z 30 tys. Żydów, którzy mieszkali w Stanisławowie ocalało kilkuset, ukrywając się w lasach bądź u polskich sąsiadów.

## Egzekucja w Czarnym Lesie
Szefem Gestapo w Stanisławowie został Hauptsturmführer Hans Krüger, który wziął wcześniej udział w mordzie profesorów lwowskich. Na jego polecenie 8 i 9 sierpnia 1941 roku policja ukraińska dokonała aresztowań polskiej inteligencji, głównie nauczycieli. Również tak jak w przypadku mordu na profesorach lwowskich oraz mordu na inteligencji krzemienieckiej imienną listę aresztowanych przygotowali ukraińscy nacjonaliści. Autorami listy byli ukraińscy nauczyciele gimnazjalni w Stanisławowie Nykyfor Danysz i dr Iwan Rybczyn, zaś figurujący na liście polscy nauczyciele mieli zostać uznani za komunistów z racji tego, że pracowali w trakcie okupacji sowieckiej od 1939.
Nauczycieli aresztowano podstępem po zwołaniu ich na naradę w związku ze zbliżaniem się roku szkolnego. Pozostałe osoby były zabierane z domów przez policję ukraińską. Polakom tłumaczono, że są wzywani na krótkie przesłuchanie. Spokojne i uprzejme zachowanie policjantów sprawiło, że aresztowani nie nabierali podejrzeń wobec zamiarów Niemców i poddawali się biegowi wypadków. Zdaniem Tadeusza Olszańskiego ukraińska policja została starannie przygotowana przez Niemców do tej akcji. Ogółem w dniach 8–9 sierpnia 1941 roku aresztowano blisko 300 Polaków (początkowo aresztowano 120 osób, zaś zatrzymani polscy nauczyciele stanowili 90% nauczycielstwa w Stanisławowie).
Aresztowanych milicja ukraińska przekazywała do więzienia Gestapo przy ul. Bilińskiego, gdzie byli przetrzymywani. Wykorzystywano ich przy pracach budowlanych w okolicach ogrodów Bracha. Początkowo można było z nimi nawiązać kontakt. Po kilku dniach strażnicy ukraińscy zaczęli strzelać do osób próbujących zbliżać się do pracujących więźniów.
W nocy z 14 na 15 sierpnia 1941 roku większość aresztowanych Polaków, około 250 osób, przewieziono ciężarówkami do Czarnego Lasu w okolicy wsi Pawełcze (według jednej z wersji także pod wsią Zagwóźdź), rozstrzelano, ich zwłoki zakopano na miejscu. Z kaźni ocalał Polak, leśniczy z Sołotwiny, który korzystając z deszczu i nieuwagi konwojentów, zsunął się z ciężarówki i uciekł. Tuż przed egzekucją Niemcy zebrali grupę chłopów z Pawełcza i nakazali jej wykopanie dołów w Czarnym Lesie.
Los ofiar ukrywano przed ich rodzinami, które w dalszym ciągu czyniły starania o zwolnienie uwięzionych. We wrześniu 1941 roku rodziny zaniepokojone brakiem informacji wysłały delegację do siedziby Gestapo, Hans Krüger zapewnił jednak, że nauczyciele żyją i są w trakcie śledztwa. Pozwolił na przysyłanie paczek żywnościowych i odzieży na zbliżającą się zimę. Żywność ta była dawana psom, a odzież rozdzielali między siebie dozorcy więzienni.
Dokonanie zbrodni wyjawił zimą 1942 roku niemiecki prokurator Rotter w rozmowie z Karoliną Lanckorońską, przybyłą do Stanisławowa jako przedstawicielka Rady Głównej Opiekuńczej. Również Krüger będąc pewnym, że Lanckorońska nie wyjdzie z więzienia, podczas jej przesłuchania chwalił się swoim udziałem w mordzie na profesorach lwowskich, sugerując, że to samo stało się z nauczycielami ze Stanisławowa.

### Relacje świadków
Technik pocztowy, Polak, J.M., zatrudniony w siedzibie Gestapo przy instalowaniu centrali telefonicznej i sygnalizacji.

Miałem możność poruszania się po całym budynku Gestapo i wglądu na dziedziniec więzienny w ciągu kilku dni mojej pracy. Widziałem jak doprowadzani przez ukraińską policję Polacy byli doprowadzani do pokoju, gdzie urzędowali dwaj gestapowcy, bracia Mauerowie. Stamtąd po przesłuchaniu, aresztowanych odsyłano do więzienia. Akcja trwała około 3 dni. Po kilku dniach zobaczyłem, jak policja ukraińska usuwała z dziedzińca więziennego pracujących tam jakichś więźniów. Po usunięciu ich z dziedzińca zaczęto wyprowadzać z więzienia do stojącego tam ciężarowego samochodu na wpół odzianych mężczyzn: byli tylko w spodniach i koszulach, boso. Wielu z nich poznałem. Byli to nauczyciele i lekarze – Polacy, mieszkańcy Stanisławowa.
Dwaj ukraińscy policjanci i dwaj gestapowcy ponaglali ich biciem drewnianymi pałkami (nogami od stołów i krzeseł) do zajmowania miejsc w samochodzie. Szczególnie mocno pobity został jeden nauczyciel, który nie miał siły wspiąć się na wysokie podium samochodu. Uratowała go od dalszych uderzeń udzielona mu przez kolegów pomoc. Po załadowaniu wozu liczbą ok. 30-40 ludzi nakryto ich brezentem. Wówczas wyszedł z budynku jeden z braci Maurerów, Willi, z automatem i kazał eskorcie usadowić się przy więźniach. Sam wsiadł do szoferki i samochód opuścił więzienie udając się w nieznajomym mi kierunku.

## Ofiary mordu
- Leon Ziobrowski – działacz społeczny i oświatowy, dyrektor Miejskiej Kasy Oszczędności[2]
- Józef Kochaj, Jan Gutt, Adam Hickiewicz, Andrzej Raczyński, Stanisław Hamerski, Stanisław Mossor, lekarze
- Ferdynand Petelenz, Marian Kuzio, Tadeusz Kasztelewicz, Adam Lewicki – inżynierowie
- Maksymilian Lewicki, Piotr Chudzikiewicz, Mikołaj Jagusz, Ludwik Dubicki – urzędnicy państwowi i samorządowi
- Mikołaj Kramarczyk, Jan Stafiński – kupcy
- Franciszek Jun – dyrektor I Państwowego Liceum i Gimnazjum im. Mieczysława Romanowskiego w Stanisławowie[2]
- Stanisław Umański – dyrektor II Państwowego Liceum i Gimnazjum im. Marszałka Józefa Piłsudskiego w Stanisławowie[2]
- Władysław Piskozub – dyrektor III Państwowego Liceum i Gimnazjum im. Stanisława Staszica w Stanisławowie[2]
- Władysław Drabik – dyrektor Liceum Pedagogicznego Męskiego w Stanisławowie[2]
- Marian Stefanow – dyrektor Liceum Pedagogicznego Żeńskiego w Stanisławowie[2]
- Kazimierz Firganek – emerytowany profesor i dyrektor gimnazjalny[2]
- Kajetan Isakiewicz – polski Ormian, nauczyciel języków klasycznych w Gimnazjum w Stanisławowie[10][11]
- Aleksander Jordan – nauczyciel języka polskiego w Gimnazjum i Liceum w Stanisławowie[12]
- wielu nauczycieli liceów, gimnazjów, szkół handlowych, powszechnych[2]
- Władysław Łuczyński – polski malarz i nauczyciel rysunku w szkole w Stanisławowie w okresie II Rzeczypospolitej
- Marian Placzek – polski nauczyciel polonista w Gimnazjum w Stanisławowie w okresie II Rzeczypospolitej
- Teodor Pilawski – dyrektor Szkoły Powszechnej nr 1 w Stanisławowie

## Pozostałe egzekucje
- Rozstrzelano pięcioosobową grupę młodzieży ZWZ-AK, m.in.: Stanisława Chrymowicza, Rudolfa Rajnocha i Józefa Lewickiego.
- Za wywieszenie w dniu 11 listopada 1941 r. na grobach legionistów na cmentarzu stanisławowskim biało-czerwonej flagi rozstrzelano około 50 osób (w tym 30 uczniów) i wielu pobito. Ponadto około 100 osób rozstrzelano wówczas w Czarnym Lesie pod Pawełczem. Brak szczegółowych wykazów
- 31 grudnia 1941 r. na dziedzińcu więzienia w Stanisławowie rozstrzelano 25 osób (głównie kobiety)
- w niemieckim więzieniu w Stanisławowie 17 czerwca 1942 r. zmarł na tyfus po rocznych okrutnych torturach polski ksiądz rzymskokatolicki i działacz konspiracyjny w czasie II wojny światowej Józef Smaczniak; prawdopodobnym miejscem pochówku księdza stał się Czarny Las
- 26 lipca 1942, pod zarzutem ukrywania Żydów w Stanisławowie został zamordowany przez Niemców polski franciszkanin o. Peregryn Haczela (wraz z br. Stefanem Kosiorkiem i o. Remigiuszem Wójcikiem)
- Jesienią 1942 r. na boisku „Sokoła” Niemcy rozstrzelali 14 chłopców z jednej klasy i mężczyznę (dentystę) – wszystkich z Kałusza
- W 1942 r. Niemcy rozstrzelali 15 osób za próbę przejścia rumuńskiej granicy
- 2 lutego 1943 roku na ulicy Ormiańskiej we Lwowie Niemcy rozstrzelali 10 Polaków ze Stanisławowa m.in.: Zdzisława Teodora Ziobrowskiego, Alfreda Stadlera, Kazimierza Kamińskiego i Eugeniusza Sięgala
- W 1943 roku po łapance rozstrzelano pewną liczbę osób, głównie młodzieży ze Stanisławowa
- W marcu 1944 r. rozstrzelano kilka osób w Pasażu przy ul. Kazimierzowskiej
- Znany jest przypadek zamordowania przez Niemców w Stanisławowie, w nieokreślonym czasie, grupy osób z Halicza, w tym nauczyciela gimnazjalnego, jego rodziców oraz rodziny malarza.

Ogólnie liczbę zamordowanych Polaków w Stanisławowie szacuje się na ok. 860 osób.

## Odpowiedzialni za zbrodnie
- SS-Hauptsturmführer Hans Krüger – skazany w 1967 r. na dożywocie za mordy na Żydach. Podpisywał wraz z Oskarem Brandtem wyroki śmierci. Wyszedł na wolność w 1986 r.

Bezpośredni udział w rozstrzeliwaniu wzięli:
- bracia Johann i Willi Mauerowie, volksdeutsche, przed wojną żołnierze WP, podczas wojny służyli w Gestapo, obaj uczestniczyli w egzekucji profesorów lwowskich. Wykazywali się szczególnym okrucieństwem podczas aresztowań i przesłuchań. Osobiście dokonywali egzekucji więźniów, wzięli udział w rozstrzeliwaniu nauczycieli w Czarnym Lesie. Po wojnie skazani przez sąd niemiecki na karę więzienia.
- zastępca, a później następca Krügera, SS-Untersturmführer Oskar Bandt
- gestapowiec Remarb Müller
- volksdeutsch Zygmunt Adamski, po wojnie ujęty w Nowym Sączu i skazany 28 listopada 1945 r. na śmierć

## Upamiętnienie
W 40 rocznicę mordów w 1983 w archikatedrze św. Jana Chrzciciela we Wrocławiu została odsłonięta tablica epitafijna ku czci ofiar, poświęcona przez bp. Wincentego Urbana.
Zbiorowe groby pomordowanych w Czarnym Lesie odkryto w 1988 roku dzięki staraniom rodzin ofiar, przy pomocy miejscowej ludności ukraińskiej. Było to 8 dołów o wymiarach 10 na 12 metrów. W 1991 roku Rada Ochrony Pamięci Walk i Męczeństwa ufundowała na miejscu egzekucji tablicę i pomnik.
W sierpniu 2011 w Czarnym Lesie odsłonięto krzyż upamiętniający pomordowanych Polaków. Na uroczystości byli obecni: gubernator obwodu iwano-frankiwskiego Michajło Wyszywaniuk i sekretarz Rady Ochrony Pamięci Walk i Męczeństwa Andrzej Krzysztof Kunert oraz rodziny ofiar.